# Jorge Sotomayor
Jorge Luis Sotomayor (Buenos Aires, Argentina, 29 de março de 1988), mais conhecido como Sotomayor, é um futebolista argentino que atua como zagueiro. Jogou o Mundial sub-20 em 2007 pela Seleção Argentina. Atualmente, joga no Antofagasta.